# L'Écho de la Presqu'île
L'Écho de la Presqu'île est un journal hebdomadaire régional d'information français diffusé le vendredi dans la région de Guérande, Saint-Nazaire et Nantes en Loire-Atlantique.

## Histoire
En 1890, Joseph Lechat crée à Guérande une modeste feuille d’information locale intitulée « Le Guérandais ». À sa mort, son fils Georges qui reprend le flambeau.
Après une interruption de parution pendant la Seconde Guerre mondiale, l’hebdomadaire renaît en 1945 sous un nouveau titre « Le Pays Guérandais ».
Après le rachat de « L’Indépendant de Saint-Nazaire », il prend le titre définitif de « L’Écho de la Presqu’île Guérandaise et de Saint-Nazaire ». Le journal s’étoffe et se développe en pagination et en diffusion.
En 1995, l’hebdomadaire qui appartient à la famille Lechat depuis plus d’un siècle est cédé au groupe France-Antilles (Hersant Média). Il constitue le principal titre du pôle Atlantique des hebdomadaires du groupe.
Fin 2007, L'Écho de la Presqu'île est racheté par le groupe SIPA Ouest-France par le biais de sa filiale Publihebdos.

## Diffusion
L’Écho de la Presqu’île est diffusé à Nantes ainsi que dans la totalité ou une partie des cantons de La Baule-Escoublac, Blain, La Chapelle-sur-Erdre, Le Croisic, Guémené-Penfao, Herbignac, Montoir-de-Bretagne, Muzillac, Orvault,Pontchâteau, Questembert, La Roche-Bernard,  Saint-Étienne-de-Montluc, Saint-Gildas-des-Bois, Saint-Herblain, Saint-Nazaire, Saint-Nicolas-de-Redon et Savenay.